# Bulharská (Praha)
Bulharská ulice ve Vršovicích v Praze spojuje ulice Finská a Na Míčánkách. Nazvána je na počest Bulharska. Od západu na východ přes ní procházejí ulice Mexická, Žitomírská a Tolstého.

## Soubor domů na ulicích Bulharská, Tolstého, Ruská a Na Míčánkách
Blok domů čp. 705-722 na ulicích Bulharská, Tolstého, Ruská a Na Míčánkách je významný dobový příklad puristické architektury 20. let 20. století. Postaven byl v letech 1926-1927 podle návrhu architekta Františka A. Libry a od 1.11.1993 je chráněn jako kulturní památka České republiky.

## Budovy, firmy a instituce
- Autocentrum Pimes - Bulharská 9[2]
- Pivnice U Báby - Bulharská 24[3]
- Pivnice Ferdinand - Bulharská 28[4]